# Adonisea bifascia
Adonisea bifascia là một loài bướm đêm trong họ Noctuidae.